# دانشگاه دولتی اوستیای شمالی
دانشگاه دولتی اوستیای شمالی (به لاتین: North Ossetian State University) یک دانشگاه در روسیه است که در ولادی‌قفقاز واقع شده‌است.